# Nemecká
Nemecká (allemand : Deutschendorf an der Gran), est un village de Slovaquie situé dans la région de Banská Bystrica.

## Histoire
Première mention écrite du village en 1281.
Pendant la Seconde Guerre mondiale, près de 900 personnes: résistants, Juifs et Roms sont assassinées. Leurs corps sont ensuite brûlés dans un four à chaux sur place. Les meurtres se font pendant 7 jours, du 4 au 11 janvier 1945. Les responsables étaient des membres de l'Einsatzkommando 14 allemand dirigé par l'Obersturmfuhrer Kurt Herbert Deffner et des membres de la garde Hlinka du régime slovaque dirigée par le capitaine Vojtech Kosovsky.

## Démographie

### Évolution de la population
| Année:               | 1994. | 2004.   | 2014.   | 2024.   |
| -------------------- | ----- | ------- | ------- | ------- |
| Nombre de personnes: | 1708  | 1813    | 1826    | 1691    |
| Différence:          |       | +6,14 % | +0,71 % | -7,39 % |

| Année:               | 2023. | 2024.   |
| -------------------- | ----- | ------- |
| Nombre de personnes: | 1694  | 1691    |
| Différence:          |       | -0,17 % |